# Джулиън Бейли
Джулиън Бейли (на английски: Julian Bailey) е бивш британски автомобилен състезател, пилот от Формула 1. Роден на 9 октомври 1961 г. в Уулич, Великобритания.

## Формула 1
Джулиън Бейли прави своя дебют във Формула 1 в Голямата награда на Бразилия през 1988 г. В световния шампионат записва 20 състезания като печели една точка, състезава се за отборите на Тирел и Лотус.